# Radio Center
Radio Center je komercialna radijska postaja, ustanovljena leta 1999.

## Frekvence
- področje Ljubljane: 102,4 MHz
- Maribor, Ptuj, Murska Sobota: 103,7 MHz
- Celje: 88,7 MHz
- Kranj: 102,6 MHz
- Trbovlje, Zagorje: 88,2 MHz
- Koper, Izola: 106,4 in 93,8 MHz
- Nova Gorica, Ajdovščina: 101,5, 104,9, 106,9 in 93,9 MHz
- Krško: 89,3 MHz
- Novo mesto: 99,4 MHz
- Slovenj Gradec: 103,2 MHz
- Topolšica: 105,2 MHz
- Metlika: 95,1 MHz
- Podbrdo: 99,5 MHz
- Črnomelj: 99,6 MHz
- Bovec: 107,7 MHz
- DAB+: 215,072 MHz (MUX R1)

## Lokalni studii
- Maribor, osrednji studio
- Ljubljana

## Dosedanji voditelji
- Štefko Bratkovič
- Eva Boto
- Tim Kores - Kori
- Matic Meško
- Alen Podlesnik
- Ana Praznik
- Ana Teržan (Anabel)